# Grupo Aeroportuario del Sureste
Grupo Aeroportuario del Sureste, ook wel bekend onder de afkorting ASUR, is een Mexicaanse luchthavenexploitant met het hoofdkantoor in Mexico-Stad. Het exploiteert negen luchthavens in de zuiden van Mexico, maar ook in Puerto Rico en Colombia. In 2017 maakten 37,5 miljoen passagiers gebruik van de faciliteiten van ASUR. Veruit de belangrijkste luchthaven van ASUR is de Internationale Luchthaven van Cancun.

## Activiteiten
Eind jaren negentig viel het overheidsbesluit de Mexicaanse vliegvelden te privatiseren. Op 1 november 1998 kreeg ASUR van de overheid een concessie om voor een periode van 50 jaar het beheer te voeren over diverse vliegvelden. De concessie kan aan het eind van de looptijd worden verlengd met nog eens 50 jaar.
In Mexico beschikt het over negen vliegvelden en 31,1 miljoen passagiers maakten hiervan gebruik in 2017. De Internationale Luchthaven van Cancun is veruit de grootste. Deze luchthaven alleen neemt driekwart van het aantal passagiers en totale omzet van ASUR in Mexico voor haar rekening. Cancun is een belangrijke toeristische bestemming en 60% van de passagiers reisden uit of naar de Verenigde Staten. ASUR is de op twee na grootste aanbieder van luchthavendiensten voor passagiersvervoer in Mexico.
Het bedrijf is ook buiten Mexico actief. Het dochterbedrijf Aerostar heeft het beheer van de Internationale Luchthaven Luis Muñoz Marín (LMM) in San Juan (Puerto Rico) in handen. De concessie begon op 27 februari 2013 en heeft een duur van 40 jaar. LMM is een grote luchthaven en verwerkt zo’n 8 à 9 miljoen reizigers per jaar. JetBlue Airways en American Airlines nemen samen ruim 40% van het aantal passagiers voor hun rekening. Het heeft een meerderheidsbelang in Sociedad Operadora de Aeropuertos Centro Norte (Airplan). Airplan voert het beheer over zes luchthavens in Colombia tot 2048. Deze luchthavens telden gemiddeld zo’n 10 miljoen passagiers in de jaren 2015-2017 en de twee luchthavens bij Medellin zijn het meest belangrijk.
De omzet in 2017 bedroeg ruim MXN 12,6 miljard. Hiervan is de helft direct afhankelijk van de luchtvaartmaatschappijen, waaronder start- en landingsgelden, parkeren van vliegtuigen en vergoedingen per passagier. De tarieven voor deze diensten zijn gereguleerd en mogen alleen aangepast worden na toestemming van de Mexicaanse toezichthouder. De rest zijn inkomsten uit parkeergelden, reclame, winkelverkopen en VIP lounges. Verder heeft het nog bouwactiviteiten die ongeveer een zesde van de omzet uitmaken.
Het bedrijf staat zowel aan de New York Stock Exchange als aan de Bolsa Mexicana de Valores (tickercode: ASUR) genoteerd. In Mexico is het opgenomen in de S&P/BMV IPC aandelenindex. De free float is 85%. De grootste en strategische aandeelhouder is ITA met een belang van 15%. De aandelen van ITA zijn voor 50% in handen van Fernando Chico Pardo, de voorzitter van ASUR, en de rest zit bij Remer Soluciones, een bedrijfsonderdeel van Grupo ADO. De beheerder van de luchthaven bij Kopenhagen was aanvankelijk ook een aandeelhouder, maar verkocht zijn belang in 2010. Het bedrijf is nog wel betrokken bij het beheer en geeft adviezen.
In de onderstaande tabel nog enkele belangrijke financiële en operationele gegevens.
| Jaar | Omzet | Nettoresultaat | Passagiers (x 1000) | Vliegtuig- bewegingen (x 1000) |
| ---- | ----- | -------------- | ------------------- | ------------------------------ |
| 2005 | 2064  | 563            | 13.321              | -                              |
| 2010 | 4235  | 1275           | 16.715              | -                              |
| 2015 | 8995  | 2913           | 26.140              | 303                            |

## Trivia
In het zuidoosten van Mexico en Puerto Rico komen veel orkanen voor met name in het derde kwartaal. In oktober 2005 heeft orkaan Wilma de luchthaven van Cancun zwaar beschadigd. In september 2017 trok orkaan Maria over Puerto Rico. LLM werd hierbij zwaar getroffen en gedurende twee dagen was geen vliegverkeer mogelijk.